# Head (Sportartikelhersteller)
Head (Eigenschreibweise HEAD) ist ein internationaler Sportartikelhersteller mit Sitz in Amsterdam (Konzernmuttergesellschaft Head N.V.) und in Kennelbach (Vorarlberg, Österreich, Head International GmbH und Head Sport GmbH). Die HTM Sport GmbH (Head Tyrolia Mares) hat ihren Standort in Schwechat.

## Geschichte
Der Amerikaner Howard Head (* 1914 in Philadelphia; † 1991) entwickelte den ersten Ski in Sandwich-Bauweise. 1947 arbeitete er noch als Flugzeugingenieur und war das erste Mal Skilaufen. Er war enttäuscht über das schwere und steife Material der Skier, die gänzlich aus Holz gefertigt waren. In der Folge kündigte er seinen Job bei der Glenn L. Martin Company und steckte all seine Energie und Erfahrung in die Entwicklung neuer Technologien für die Ski-Herstellung: Heute ist diese als „Metallsandwichbauweise“ bekannt und geläufig.
1950 gründete er das Unternehmen Head Ski Company, Inc.
Mittlerweile stellt das Unternehmen auch Tennis-, Padel-, Squash- und Badminton-Equipment her. Seit 1996 ist das ehemals selbstständige italienische Tauchsportartikel-Unternehmen Mares eine eigene Marke des Head-Konzerns.
Weitere Marken sind Tyrolia und Penn, so dass der Gesamtkonzern als Head Tyrolia Mares (HTM-Gruppe) firmiert. Diese war in den 1990er Jahren zwischenzeitlich im Besitz der österreichischen Austria Tabak. Head N.V. war eine an der Wiener Börse (HEAD) und der NYSE (HED) notierte Aktiengesellschaft. In den Jahren 2013 bis 2015 haben die ECJ-Foundation und das Unternehmen selbst systematisch Aktien zurückgekauft. Der ECJ, die Johan Eliasch zuzurechnen ist, gehörten 66,28 % und dem Unternehmen 30,49 % der Aktien. Der Streubesitz betrug somit nur noch 2,95 %. Die Börsennotierung wurde daher am 31. März 2015 eingestellt.

## Produktionsstätten
Die Skier werden heute in Kennelbach hergestellt, ein Teil der Produktion wurde in den letzten Jahren nach Budweis (Tschechien) ausgelagert; die Produktion von Bindungen und das Skischuh-Engineering erfolgen in Schwechat. Tennisschläger sowie -schuhe werden in Fernost produziert.

## Produkte und Marken

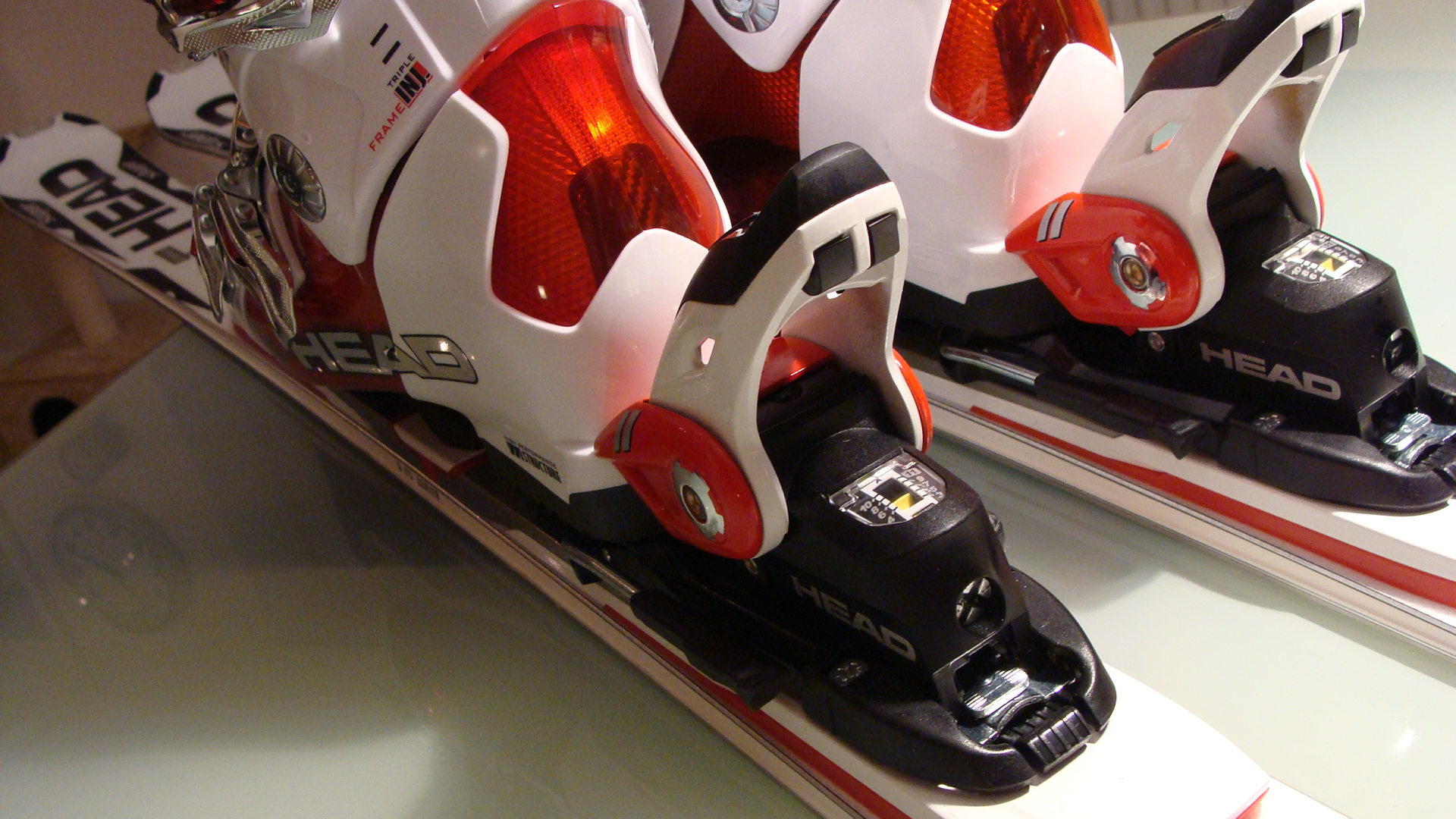
Ski, Schuh und Bindung von Head

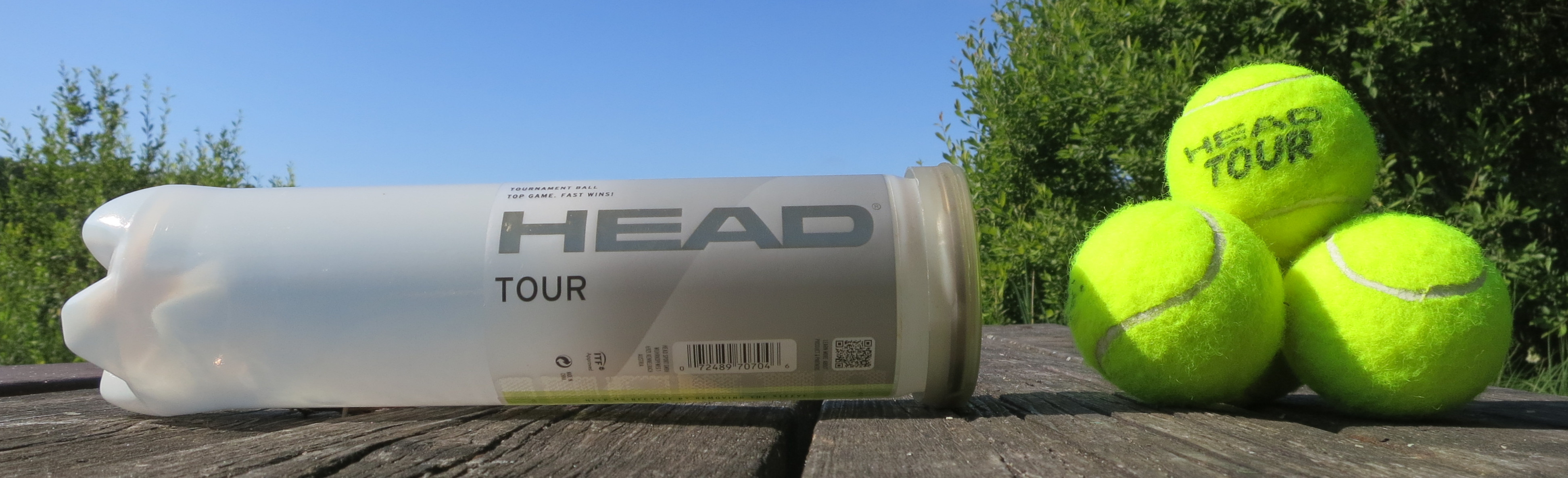
Tennisbälle von Head

- Head (Ski und Skischuhe, Snowboard-Ausrüstung, Tennis-/Squash-/Badminton- und Racquetballschläger)

Die Produktion begann 1988 in Österreich und erzielte mit den Titanium-Schlägern einen weltweiten Erfolg.
Die Produktion von Tennisschlägern wurde mittlerweile von den beiden europäischen Standorten in Kennelbach (Österreich) sowie Budweis (Tschechien) weitgehend nach China verlagert.
- Head/Penn (Tennis- und Racquetball-Bälle)

Penn (Pennsylvania Rubber Company) wurde 1910 in Jeannette (Pennsylvania) gegründet. 2006 wurden Head-Tennisbälle auf den Markt gebracht.
- Tyrolia (Skibindungen)

Der ursprünglich der Metallverarbeitung zuzurechnende Betrieb wurde im Jahr 1847 gegründet und begann 1928 mit der Produktion von Skibindungen, ab 1949 unter dem Namen Tyrolia. Produziert wird neben Head unter anderem auch für die Skimarken Fischer und Elan.
- Mares und Dacor (Tauchausrüstung)

Mares gehört seit 1996 und Dacor seit 1998 zur HTM-Gruppe (Head-Tyrolia-Mares).
- Scuba Schools International (SSI) Tauchausbildungsorganisation

SSI wurde im Jahr 1970 gegründet und gehört seit dem 1. Januar 2014 zur HTM-Gruppe.

## Sportliche Erfolge
Das Unternehmen rüstete bekannte Skirennläufer wie Marco Büchel, Didier Cuche, Patrick Ortlieb, Hermann Maier, Bode Miller, Anna Veith oder Ted Ligety aus. Beispiele aktueller Ski-Alpin-Profis sind Atle Lie McGrath, Vincent Kriechmayr und Lara Gut-Behrami. Im Tennissport zählen zudem Novak Đoković, Andy Murray, Tomáš Berdych,  Alexander Zverev, Jannik Sinner und Marija Scharapowa zu bekannten aktiven Spielern, Andre Agassi erzielte seine größten Erfolge mit Schlägern der Marke Head. Im Jahr 1992 gewannen mit Patrick Ortlieb und Marc Rosset in beiden Sportarten mit Head ausgerüstete Sportler die olympische Goldmedaille.